# Associazione Calcio Hellas 1913-1914
Questa pagina raccoglie i dati riguardanti il Associazione Calcio Hellas nelle competizioni ufficiali della stagione 1913-1914.

## Rosa
| N. |                   | Ruolo | Calciatore              |
| -- | ----------------- | ----- | ----------------------- |
| -  | Italia (bandiera) | P     | Carlo Girardi           |
| -  | Italia (bandiera) | P     | Attilio Signoroni       |
| -  | Italia (bandiera) | P     | Eugenio Scandolara I    |
| -  | Italia (bandiera) | D     | Aldo Fagiuoli           |
| -  | Italia (bandiera) | D     | Guido Guarda            |
| -  | Italia (bandiera) | D     | Motta                   |
| -  | Italia (bandiera) | D     | Naldo Nicolis           |
| -  | Italia (bandiera) | D     | Carlo Rossi             |
| -  | Italia (bandiera) | D     | Silvio Ruberti          |
| -  | Italia (bandiera) | D     | Antonio Scandolara II   |
| -  | Italia (bandiera) | C     | Alessandro Bascheni     |
| -  | Italia (bandiera) | C     | Agostino Scandalora III |
| -  | Italia (bandiera) | C     | Enrico Benini           |
| -  | Italia (bandiera) | C     | Conconi                 |

| N. |                     | Ruolo | Calciatore           |
| -- | ------------------- | ----- | -------------------- |
| -  | Italia (bandiera)   | C     | Vincenzo Fagiuoli II |
| -  | Italia (bandiera)   | C     | Paolo Ferrari        |
| -  | Svizzera (bandiera) | C     | Hans Liniger         |
| -  | Italia (bandiera)   | A     | Giovanni Bianchi     |
| -  | Italia (bandiera)   | A     | Carlini              |
| -  | Italia (bandiera)   | A     | Dionigi Corsi        |
| -  | Italia (bandiera)   | A     | Luigi Costa          |
| -  | Italia (bandiera)   | A     | Giuseppe Forlivesi   |
| -  | Italia (bandiera)   | A     | Germani              |
| -  | Brasile (bandiera)  | A     | Arnaldo Porta        |
| -  | Italia (bandiera)   | A     | Rizzini              |
| -  | Italia (bandiera)   | A     | Carlo Vigevani       |

## Risultati

### Prima Categoria

#### Sezione veneto-emiliana

##### Girone di andata
| Arbitro: | Terzolo (Genova) |

|                                              |           |  |
| Bianchi 33’ Liniger 48’ Benini 56’ Corsi 81’ | Marcatori |  |

| Arbitro: | Bianchi (Milano) |

|                                                                      |           |                         |
| Liniger 10’ Forlivesi 11’, 19’, 74’, 76’ Corsi 12’, 50’ Vigevani 73’ | Marcatori | 22’, 25’ Della Valle II |

| Arbitro: | Tessari (Padova) |

|                            |           |                                         |
| Romaro I 26’ Romaro II 65’ | Marcatori | 6’, 40’ Bianchi 42’ Forlivesi 60’ Corsi |

| Arbitro: | Terzolo (Genova) |

|           |           |              |
| Corsi 53’ | Marcatori | 26’ Vianello |

| Arbitro: | Mauro (Milano) |

|                    |           |                     |
| Roberts 60’ (rig.) | Marcatori | 10’ Costa 50’ Corsi |

| Arbitro: | Scarioni (Milano) |

|                                           |           |  |
| Balbo 32’, 47’ Tonini II 50’ Casalini 86’ | Marcatori |  |

| Arbitro: | Tessari (Padova) |

|  |           |                       |
|  | Marcatori | 25’ Liniger 85’ Corsi |

| Arbitro: | Mauro (Milano) |

|                                                                                                  |           |  |
| Corsi 2’, 15’, 62’, 67’ Ravaioli 3’ (aut.) Bianchi 20’, 32’ Ferrari 48’ Vigevani 75’ Liniger 82’ | Marcatori |  |

##### Girone di ritorno
| Arbitro: | Mauro (Milano) |

|                             |           |                                                         |
| Vielmi III 15’ Simonini 50’ | Marcatori | 30’ Vigevani 55’ Forlivesi 65’ Bianchi 68’, 74’ Liniger |

| Arbitro: | Barbon (Venezia) |

|                              |           |            |
| Rivas 26’ Badini II 44’, 73’ | Marcatori | 5’ Bianchi |

| Arbitro: | Masperi (Brescia) |

|                       |           |           |
| Conconi Corsi Bianchi | Marcatori | Romaro II |

| Arbitro: | Terzolo (Genova) |

|  |           |           |
|  | Marcatori | 70’ Corsi |

| Arbitro: | Masperi (Brescia) |

|                                |           |  |
| Forlivesi 23’, 25’ Bianchi 38’ | Marcatori |  |

| Arbitro: | Magni (Milano) |

|                                 |           |           |
| Forlivesi 15’, 20’ Vigevani 80’ | Marcatori | 62’ Perin |

| Arbitro: | Tessari (Padova) |

|                                               |           |                   |
| Corsi 55’ (rig.) Forlivesi 66’ Scandolara 84’ | Marcatori | 74’ (aut.) Benini |

| Arbitro: | Resegotti (Milano) |

|  |           |                           |
|  | Marcatori | 82’ Bianchi 87’ Forlivesi |

#### Finali (nord)

##### Girone di andata
| Arbitro: | Cattaneo (Milano) |

|               |           |                                           |
| Forlivesi 75’ | Marcatori | 28’ Dalmazzo 33’ Boglietti 48’, 50’ Payer |

| Arbitro: | Laugeri (Torino) |

|                                    |           |  |
| Walsingham 5’, 70’ Campodonico 84’ | Marcatori |  |

| Arbitro: | Magni (Milano) |

|               |           |                                     |
| Forlivesi 81’ | Marcatori | 12’ G. Gallina 74’ (rig.) Barbesino |

| Arbitro: | Pedroni (Milano) |

|                                                       |           |                     |
| L. Cevenini 21’, 45’, 52’ (rig.) A. Cevenini 65’, 87’ | Marcatori | 59’ (aut.) Campelli |

| Arbitro: | Pedroni (Milano) |

|                         |           |  |
| Sacchi 58’ Casalini 78’ | Marcatori |  |

##### Girone di ritorno
| Arbitro: | Calì (Genova) |

|                                              |           |           |
| Bona 10’ (rig.), 27’ Payer 20’ Boglietti 65’ | Marcatori | 89’ Corsi |

| Arbitro: | Resegotti (Milano) |

|            |           |                               |
| Germani 8’ | Marcatori | 21’ Campodonico 72’ Benvenuto |

| Arbitro: | Giardina (Milano) |

|                                  |           |  |
| Barbesino 12’ (rig.) Gallina 70’ | Marcatori |  |

| Arbitro: | Laugeri (Torino) |

|               |           |                        |
| Forlivesi 46’ | Marcatori | 30’ Aebi 87’ Bontadini |

| Arbitro: | Laugeri (Torino) |

|  |           |                      |
|  | Marcatori | 8’ Galla 86’ Bertoli |

## Statistiche

### Statistiche dei giocatori
| Giocatore     | Prima Categoria | Prima Categoria |
| Giocatore     | Presenze        | Reti            |
| ------------- | --------------- | --------------- |
| Bascheni      | 1               | 0               |
| Benini        | 22              | 1               |
| Bianchi       | 21              | 10              |
| Carlini       | 1               | 0               |
| Conconi       | 4               | 1               |
| Corsi         | 26              | 15              |
| Costa         | 16              | 1               |
| Fagiuoli I    | 1               | 0               |
| Fagiuoli II   | 1               | 0               |
| Ferrari       | 19              | 1               |
| Forlivesi     | 18              | 15              |
| Germani       | 1               | 1               |
| Girardi       | 23              | -42             |
| Guarda        | 21              | 0               |
| Liniger       | 25              | 6               |
| Motta         | 13              | 0               |
| Nicolis       | 7               | 0               |
| Porta         | 5               | 0               |
| Rizzini       | 1               | 0               |
| Rossi         | 14              | 0               |
| Ruberti       | 9               | 0               |
| Scandolara I  | 7               | 1               |
| Scandolara II | 3               | 0               |
| Signoroni     | 1               | -4              |
| Vigevani I    | 26              | 4               |